# 北広島市消防本部
北広島市消防本部（きたひろしまししょうぼうほんぶ）は、北海道北広島市の消防部局（消防本部）。

## 沿革
「北広島消防の歴史」参照
- 1974年（昭和49年）：広島町消防本部・広島町消防署発足。消防庁舎竣工。
- 1975年（昭和50年）：救急業務開始。
- 1980年（昭和55年）：大曲出張所開設。
- 1981年（昭和56年）：夜間急病センター開設。
- 1993年（平成05年）：西の里出張所開設。
- 1996年（平成08年）：市制施行に伴い、北広島市消防本部・北広島市消防署と改称。
- 2002年（平成14年）：消防本部・消防署増築。
- 2003年（平成15年）：消防緊急通信指令施設運用開始。
- 2007年（平成19年）：北広島市防災センター設置。
- 2013年（平成25年）：石狩振興局管内の消防救急デジタル無線共同運用開始。
- 2014年（平成26年）：高機能消防指令システム運用開始。大曲出張所移転。

## 組織
「組織及び事務分掌」参照
- 消防長
  - 消防本部
    - 総務課
    - 予防課
    - 警防課

  - 消防署
    - 防火推進課
    - 消防課
    - 救急課
    - 大曲出張所
    - 西の里出張所

## 消防車両
消防年報「総務関係」参照
- 指揮車：1
- 調査車：1
- 連絡車：1
- 資機材搬送車：1
- 化学車：1
- はしご車：1
- 救助工作車：1
- 水槽付きポンプ車：3
- 小型ポンプ付き水槽車：1
- 救急車：4

## 消防署
| 消防署         | 住所        | 出張所                               |
| -------------- | ----------- | ------------------------------------ |
| 北広島市消防署 | 北進町1-3-1 | 大曲：大曲2-8 西の里：西の里東1-4-20 |

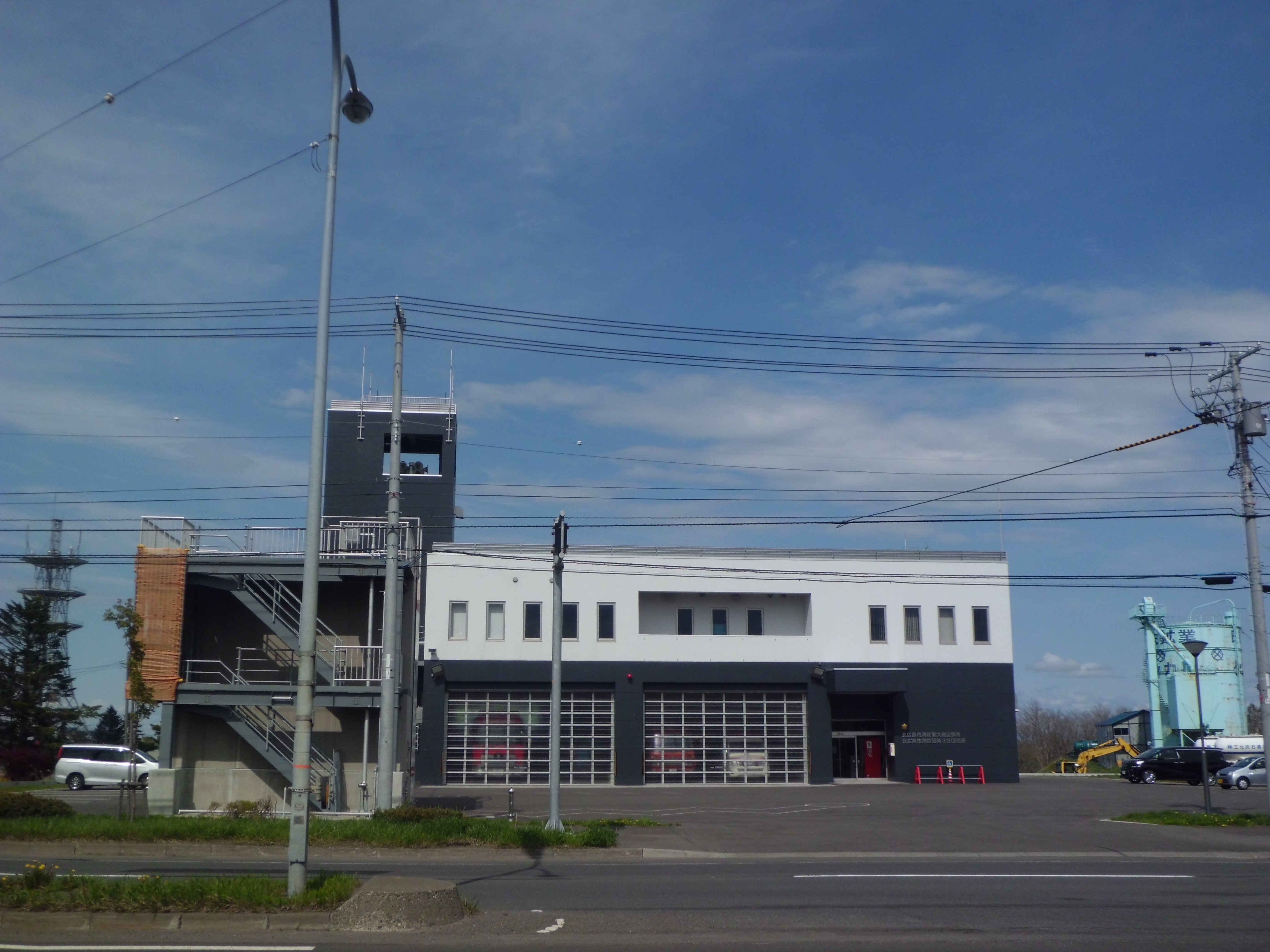
大曲出張所（2015年5月）
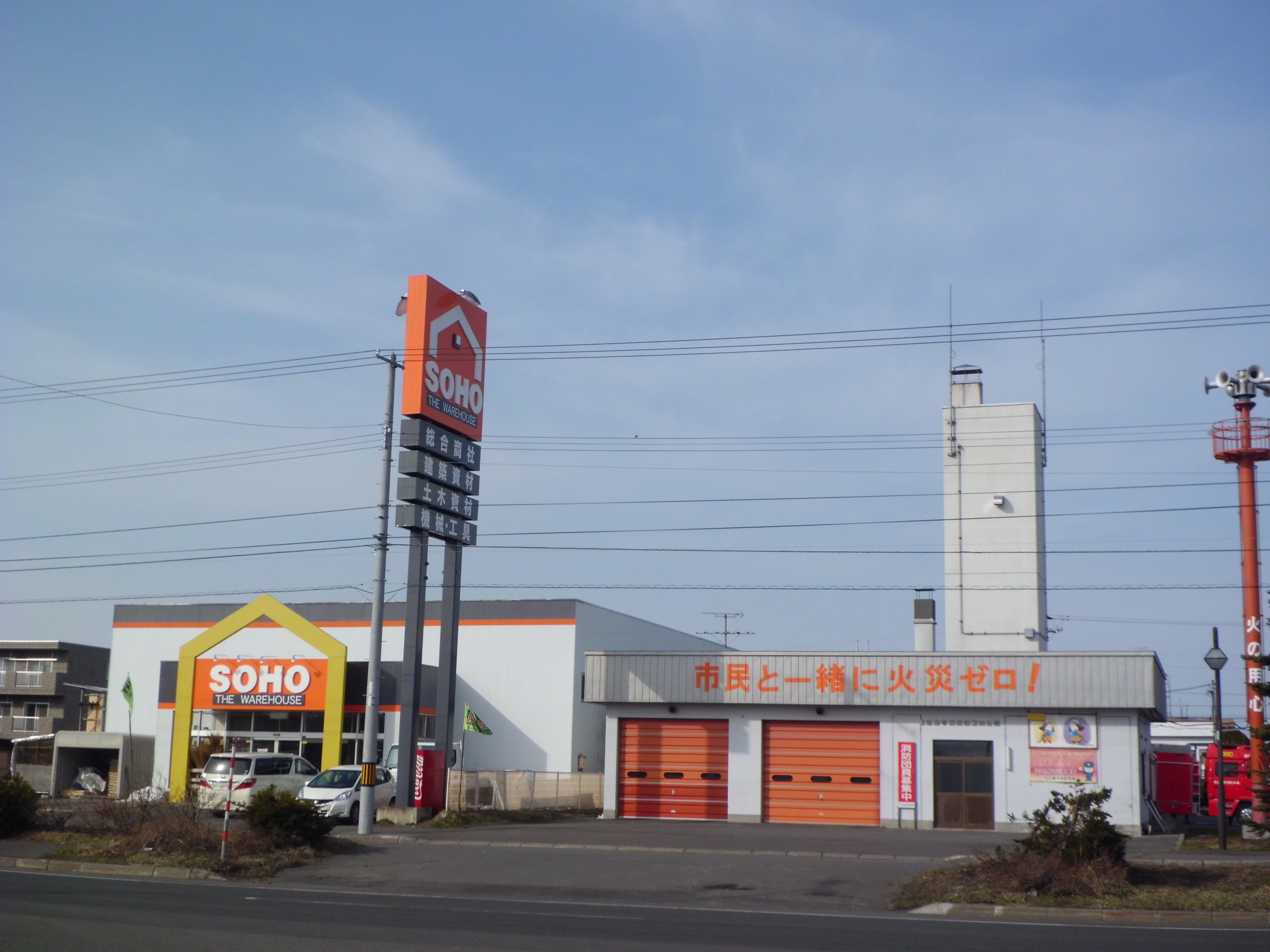
西の里出張所（2015年4月）